# Institutos Ricci
Los Institutos Ricci, que toman su nombre de Matteo Ricci, un jesuita italiano sinólogo e introductor del cristianismo en China, son centros de investigación y publicaciones dirigidas a los estudios de cultura antigua y moderna de China, así como al diálogo intercultural entre el mundo chino y el resto de tradiciones espirituales del mundo. Su precursor inmediato fue el “Bureau d’Études Sinologiques", una entidad creada a finales del siglo XIX por los jesuitas franceses en Shanghái y que fue pionero en las investigaciones sinológicas modernas.
Existen cuatro de estos institutos en el mundo:
- El Instituto Ricci de Taipéi, fundado en 1966 por el Padre Yves Raguin, S.J.
- El Instituto Ricci de París, fundado en 1972 por el Padre Claude Larre, S.J.
- El Instituto Ricci para la Historia Cultural Sino-occidental de la Universidad de San Francisco, fundado en 1984 por Edward Malatesta, S.J.
- El Instituto Ricci de Macao, fundado en 1999 por Yves Camus, S.J. y Luis Sequeira, S.J.

Estos institutos gozan de independencia jurídica y fomentan los programas de investigación y publicación, colaborando al mismo tiempo en proyectos puntuales. A pesar de tratarse de una obra de los jesuitas, tanto los directores como el personal pueden ser también personas laicas que colaboran con sinólogos chinos o extranjeros.